# Tramlijn 8 (Haaglanden)

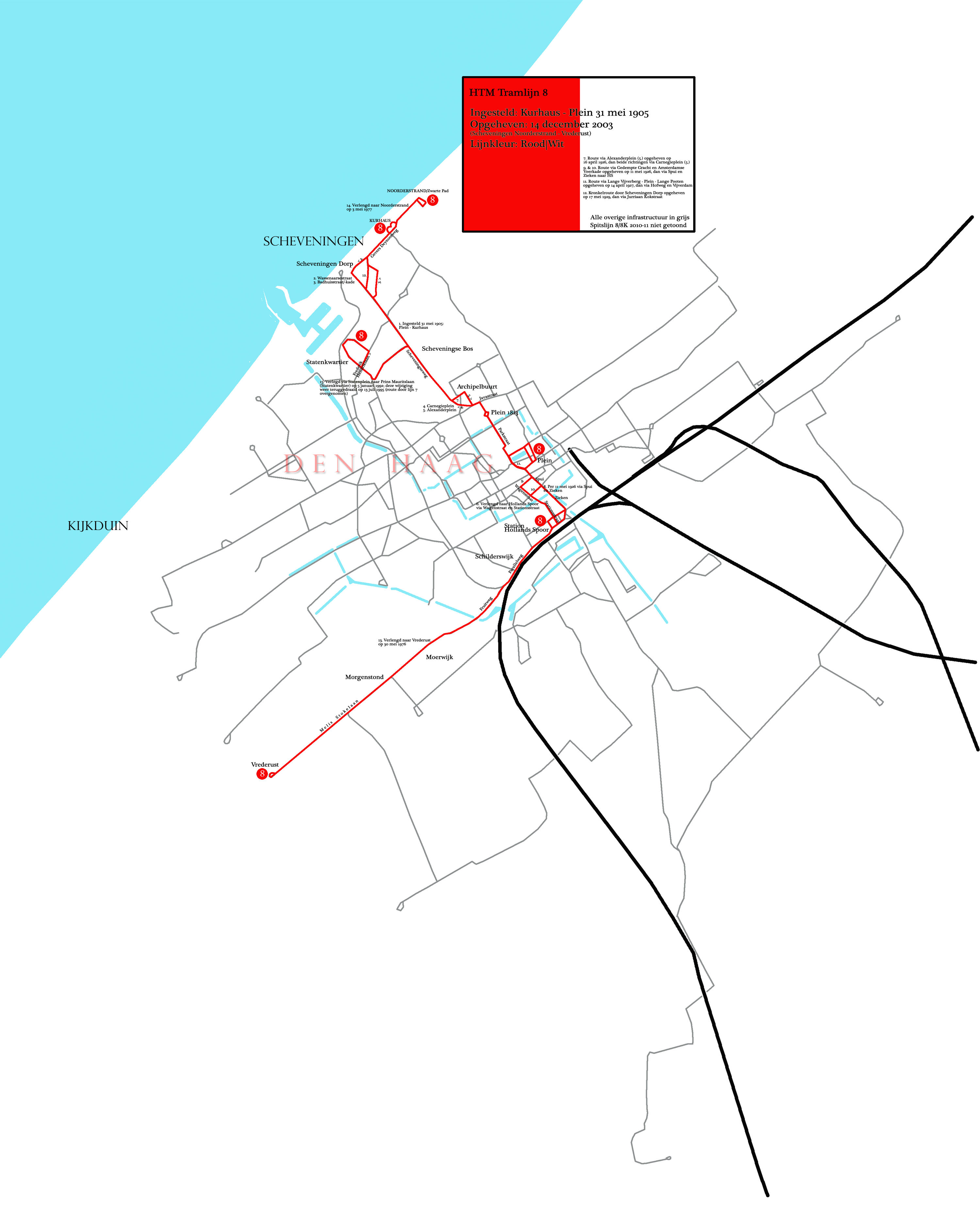
Kaart van de routes van lijn 8 in het Haagse zonder de recente variatie 8/8K

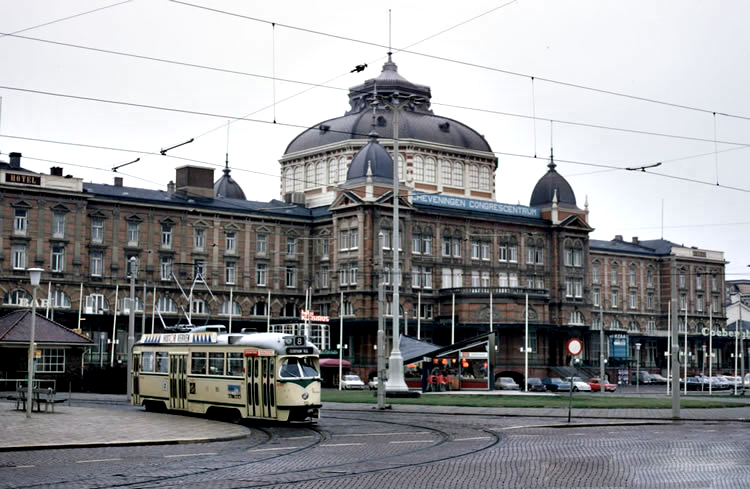
PCC 11?? op het Gevers Deynootplein voor het Scheveningse Kurhaus. Waarschijnlijk zomer 1970.

Tramlijn 8 van HTM is een voormalige tramlijn in de regio Haaglanden, in de Nederlandse provincie Zuid-Holland.
Van 1943 t/m 1944 werd de lijn gesplist. ("8H" en "8S")(onofficieel).
Van 2009 t/m 2011 reed lijn "8K", maar die reed een bijna totaal andere route.

## Geschiedenis

### 1905-1929
- 31 mei 1905: De eerste instelling van lijn 8 vond plaats op het traject Kurhaus/Gevers Deynootplein – (Scheveningseweg) – Plein. Het traject werd overgenomen van paardentramlijn E, de rode lijn, die op dezelfde dag werd opgeheven. Deze paardentramlijn was de oudste (paarden)tramlijn van Nederland, ingesteld op 25 juni 1864. De lijnkleuren werden rood|wit.[1]
- 1 januari 1926: De route werd verlengd; het eindpunt aan het Plein werd verlegd naar het station Hollands Spoor. Deze wijziging was (mede) veroorzaakt door de opheffing van de stoomtramlijn Hollands Spoor - Scheveningen van de HIJSM, waarvan de concessie op 31 december 1925 was verlopen.
- 17 mei 1929: Een historisch lijngedeelte in Scheveningen verdween uit het HTM-lijnennet. Tussen Gevers Deynootweg en Prins Willemstraat ging lijn 8 gebruikmaken van de nieuw aangelegde Jurriaan Kokstraat. De route over de Keizerstraat, Wassenaarsestraat en Badhuisstraat, die vanaf 1864 deel van het traject had uitgemaakt, werd verlaten.

### 1943-2003
- 1 december 1943: In verband met de bouw van de Atlantikwall werd lijn 8 gesplitst in lijn "8S" op het traject Kurhaus/Gevers Deynootplein – Scheveningseweg/Stadhouderslaan en lijn "8H" op het traject Scheveningseweg/Stadhouderslaan – station Hollands Spoor. Op de trams staat echter 'gewoon' 8. In het jaarverslag 1944 is alleen sprake van 8A.(naast 9A & 11A)[2]
- 25 juli 1944: lijn 8H werd opgeheven en lijn 8S werd gekoppeld met lijn 9S op het traject Scheveningseweg/Stadhouderslaan – Nieuwe Parklaan/Wittebrug.
- 17 november 1944: De dienst op alle Haagse tramlijnen werd gestaakt vanwege energieschaarste.
- 30 juni 1945: De dienst van lijn 8 werd hervat op het traject Scheveningseweg/Stadhouderslaan – Hollands Spoor. In oktober 1945 werd het eindpunt weer verlegd naar het Kurhaus/Gevers Deynootplein.
- 30 mei 1976: Lijn 8 werd doorgetrokken naar Vrederust; het eindpunt Hollands Spoor werd verlegd naar de Melis Stokelaan.
- 3 mei 1977: Het eindpunt in Scheveningen werd verlegd naar het Zwarte Pad.
- 5 januari 1992: Lijn 8 verliet Scheveningen en kreeg zijn eindpunt aan de Statenlaan (Statenkwartier).
- 13 juli 1995: De route werd gewijzigd: het Statenkwartier werd verlaten en lijn 8 ging vanaf de Scheveningseweg weer Scheveningen bedienen. Het eindpunt werd verplaatst naar het Zwarte Pad. Dit was een ruil met lijn 7 van de trajectdelen vanaf de Scheveningseweg/Promenade.
- 14 december 2003: Lijn 8 werd opgeheven. Het trajectdeel Jurriaan Kokstraat – Hofweg werd overgenomen door lijn 1. Op het trajectdeel Spui - Vrederust bleef lijn 9 rijden.

### 2009-2011
- 15 juni 2009: De tweede instelling van lijn 8 vond plaats op het traject Madurodam – Centraal Station. In het centrum van Den Haag reed lijn 8 een rondje via Koninginnegracht – Korte Voorhout – Lange Vijverberg – Hofweg – Spui/Stadhuis – Centraal Station – Bosbrug – Koninginnegracht ('s ochtends) en 's avonds in omgekeerde richting. De lijn werd gereden onder het nummer 8K en reed van maandag tot en met vrijdag tijdens de spitsuren.[3][4] Lijn 8K was bedoeld als versterking voor lijn 9 en reed zonder dienstregeling. Het betrof hier een proef gedurende drie weken.
- 11 juli 2009: De proef met lijn 8K werd beëindigd en na evaluatie als succesvol beoordeeld.
- 31 augustus 2009: De instelling werd definitief. Lijn 8 reed van maandag t/m vrijdag tijdens de spitsuren iedere 10 minuten op het traject Madurodam - Vrederust. Tevens werd onder het nummer 8K een verkort traject gereden, Madurodam - Centraal Station.[5]
- 12 december 2011: Tram 8 werd opgeheven. De route werd overgenomen door lijn 9, die met een versterkte dienstregeling ging rijden.

## Trivia
- Tussen oktober 1945 en mei 1976, een periode van meer dan dertig jaar, is de route van lijn 8 in het geheel niet gewijzigd. In de historie van de Haagse tram was dit een record. Inmiddels is dit allang ingehaald door tramlijn 11. Die heeft in 2022 al 95 jaar hetzelfde traject. (gerekend sinds 1945 is dat 77 jaar)
- Op 26 februari 1908 komt een tram van lijn 8 in de Parkstraat in aanrijding met een rijtuig waar prins Hendrik en koningin Wilhelmina in zitten. De prins is de bestuurder; hij maakt een plotse beweging, en ondanks onmiddellijk ingrijpen van de trambestuurder is een botsing niet te voorkomen. Wilhelmina is ongedeerd; prins Hendrik valt op zijn knieën, maar weet de paarden vast te houden. Hij geeft onmiddellijk toe de schuldige van het ongeval te zijn. In de krant wordt de trambestuurder, de heer Reder, geprezen om zijn koelbloedig optreden, maar de HTM reageert eerst nogal geschokt, en ontslag dreigt voor de heer Reder. Maar wederom laat de prins zich van zijn goede kant zien: hij geeft Reder 25 gulden, en na zijn relaas aan de HTM wordt Reder snel gerehabiliteerd. Hij krijgt een gratificatie, en een gouden horloge. Prins Hendrik vraagt ook om een foto van zijn redder. Een maand later volgt benoeming tot Ridder in de orde van Oranje Nassau. In de krant dicht een lezer "Reder die rijder was, is, doordat hij redder werd, ridder geworden". Reder mag op audiëntie komen in Amsterdam, waarbij ook prins Hendrik geruime tijd met hem spreekt. Later krijgt hij met steun van het hof een baan bij het rijk. De vernielde as van het rijtuig is nog steeds aanwezig in het staldepartement in Den Haag.[6][7]